# Georg Kern (Kreisdekan)
Georg Kern (* 14. Januar 1885 in Rehweiler; † 18. Juni 1947 in Neuendettelsau) war ein deutscher evangelisch-lutherischer Pfarrer, Dekan, Oberkirchenrat und Kreisdekan.

## Leben
Georg Kern wuchs in der unterfränkischen Ruralgemeinde Rehweiler, heute Teil der Gemeinde Geiselwind, auf. Nach dem Besuch des Gymnasiums in Schweinfurt studierte er in Erlangen und Leipzig Evangelische Theologie. Im Anschluss an sein Studium leistete er ab 1908 das Militärjahr ab und besuchte ab 1909 das Predigerseminar in München. Ab 1910 war er Stadtvikar in Nürnberg an St. Markus, 1912 wurde er zum Pfarrer in Fünfbronn ernannt. 1915 erfolgte die Einberufung zum „Divisionspfarrer im Felde“ bis 1918. Anschließend wurde ihm die Stelle des Vereinsgeistlichen bei der Inneren Mission in Nürnberg übertragen. 1922 übernahm er eine Pfarrstelle in Nürnberg-Steinbühl, 1928 wurde er zum Dekan in Kempten ernannt. 1934 wurde er zum Oberkirchenrat und Kreisdekan in Ansbach berufen.
Als Kreisdekan und damit leitender Geistlicher für den Kirchenkreis Ansbach zeigte er sich im Kirchenkampf als standhafter Vertreter des christlichen Glaubens und mutiger Bekenner gegen die Anschuldigungen der Deutschen Christen. Durch seine unnachgiebige Haltung verhinderte er, dass der reichskirchliche Ansbacher Pfarrer Gottfried Fuchs ihm das Amt des Kreisdekans abnahm. Nach einer Predigt zum Muttertag 1936, in der er sich für das Erziehungsrecht der Eltern und gegen die staatlichen Übergriffe auf die Jugend einsetzte, wurde versucht, ihn strafrechtlich zu belangen. Das Verfahren wurde jedoch nach längeren Verhandlungen eingestellt.
Er leitete den Bayerischen Hauptverein des Gustav-Adolf-Werkes, das die Gemeinden in der Diaspora begleitet, und war auch als Rundfunkprediger tätig.
Georg Kern gründete in seiner Heimatgemeinde das Christliche Land- und Erholungsheim, das als Schullandheim, Tagungshaus und Erholungsstätte und vor allem für die Arbeit und Freizeiten des Bayerischen Mädchenbibelkreises genutzt wurde. 1938 musste es auf staatlichen Druck hin schließen, während des Krieges wurden in das Haus Flüchtlinge einquartiert. 
Georg Kern war verheiratet mit Frieda, geb. Herrmann. Von den 13 gemeinsamen Kindern ist ein Sohn im Alter von 19 Jahren gefallen, ein weiterer in jungen Jahren tödlich verunglückt. Georg Kern verstarb plötzlich im Jahr 1947.